# NGC 5083
NGC 5083 ist eine 14,3 mag helle Balken-Spiralgalaxie vom Hubble-Typ SBc im Sternbild Jagdhunde am Nordsternhimmel. Sie ist schätzungsweise 321 Millionen Lichtjahre von der Milchstraße entfernt und hat einen Durchmesser von etwa 125.000 Lichtjahren.
Im selben Himmelsareal befindet sich u. a. die Galaxie NGC 5093.
Das Objekt wurde am 14. Juni 1885 von Lewis A. Swift entdeckt.